# Watson (Arkansas)
Watson est une ville située dans l’État américain de l'Arkansas, dans le comté de Desha.